# Alfred Hart Everett
Alfred Hart Everett, né le 11 octobre 1848 sur l'île Norfolk et mort le 18 juin 1898, est un fonctionnaire britannique en poste en Asie.
Il récolte de très nombreux spécimens d’histoire naturelle, notamment aux Philippines et à Sarawak, qu’il fait parvenir à divers naturalistes comme Arthur Hay, neuvième marquis de Tweeddale (1824-1878). Ceci explique le nombre élevé d’espèces qui lui ont été dédiées.
- Mammifères
  - Dremomys everetti (Thomas, 1890)
  - Melogale everetti (Thomas, 1895)
  - Rattus everetti (Guenther, 1879)
  - Urogale everetti (Thomas, 1892)
- Oiseaux
  - Arachnothère d'Everett Arachnothera everetti (Sharpe, 1893)
  - Bulbul d'Everett Ixos everetti (Tweeddale, 1877)
  - Calao de Sumba Aceros everetti (Rothschild, 1897)
  - Dicée d'Everett Dicaeum everetti (Sharpe, 1877)
  - Grive d'Everett Zoothera everetti (Sharpe, 1892)
  - Monarque d'Everett Monarcha everetti (Hartert, 1896)
  - Tésie d'Everett Tesia everetti (Hartert, 1897)
  - Turnix de Sumba Turnix everetti (Hartert, 1898)
  - Yuhina de Bornéo Yuhina everetti (Sharpe, 1887)
  - Zostérops d'Everett Zosterops everetti (Tweeddale, 1878)
- Poissons
  - Puntius everetti (Boulenger, 1894)
  - Nematabramis everetti (Boulenger, 1894)
- Anoures
  - Litoria everetti (Boulenger, 1897)
  - Pedostibes everetti (Boulenger, 1896)
  - Rana everetti (Boulenger, 1882)
  - Rhacophorus everetti (Boulenger, 1894)
- Serpent
  - Oligodon everetti Boulenger, 1893
- Porifère :
  - Corvomeyenia everetti (Mills, 1884)

## Source
- Bo Beolens & Michael Watkins, 2003 : Whose Bird ? Common Bird Names and the People They Commemorate. Yale University Press (New Haven et Londres).